# У Гоушэн, Пётр
Пётр У Гоушэн  (кит. 吳國盛 伯鐸, 1768 — 7 ноября 1814) — святой Римско-Католической Церкви, мученик.

## Биография
У Гоушэн родился в 1768 году в нехристианской семье. Крещение принял в 1796 году, после чего занимался катехизацией в провинции Сычуань. Во время преследований христиан в Китае Пётр У Гоушэн 3 апреля 1814 года был арестован. В тюрьме он познакомился с катехизатором Иосифом Чжан Дапэн. Для того, чтобы его заставить отречься от христианства, Пётр У Гоушэн был подвергнут жестоким пыткам. Пётр У Гоушэн был казнён 7 ноября 1814 года через удушение.

## Прославление
Пётр У Гоушэн был беатифицирован 27 мая 1900 года папой Львом XIII и канонизирован 1 октября 2000 года папой Иоанном Павлом II вместе с группой 120 китайских мучеников.
День памяти в Католической Церкви — 9 июля.

## Источник
- George G. Christian OP, Augustine Zhao Rong and Companions, Martyrs of China, 2005, стр. 94  (англ.)